# Die mit der Liebe spielen
Die mit der Liebe spielen (Originaltitel L’avventura) ist ein in Schwarzweiß gedrehtes italienisch-französisches Filmdrama von Michelangelo Antonioni. Aufgrund seiner außergewöhnlichen Filmsprache gilt der Film als Meilenstein des europäischen Kinos und bildet zusammen mit Die Nacht und Liebe 1962 eine Trilogie.

## Handlung
Eine kleine Gruppe von Angehörigen der italienischen Oberschicht begibt sich auf einen Ausflug zu der kleinen äolischen Insel Panarea / Lisca Bianca. Unter ihnen befindet sich der junge Architekt Sandro, seine Freundin Anna und deren Freundin Claudia. Nach einem Streit mit Sandro verschwindet Anna plötzlich, und die Gruppe begibt sich auf die Suche nach ihr.
Dabei kommen sich Sandro und Claudia näher, obwohl Claudia Sandros Annäherungsversuche erschrocken ablehnt. Nachdem auch die Polizei erfolglos eingeschaltet worden ist, trennt sich die Gruppe. Sandro und Claudia wollen einem Hinweis auf Annas Aufenthaltsort auf dem Festland nachgehen. Während ihrer Suche nach Anna in ganz Sizilien entspinnt sich ein Liebesabenteuer zwischen den beiden, das einer Berg- und Talfahrt gleichkommt. Alle Hinweise auf ihrer Suche entpuppen sich als falsch.

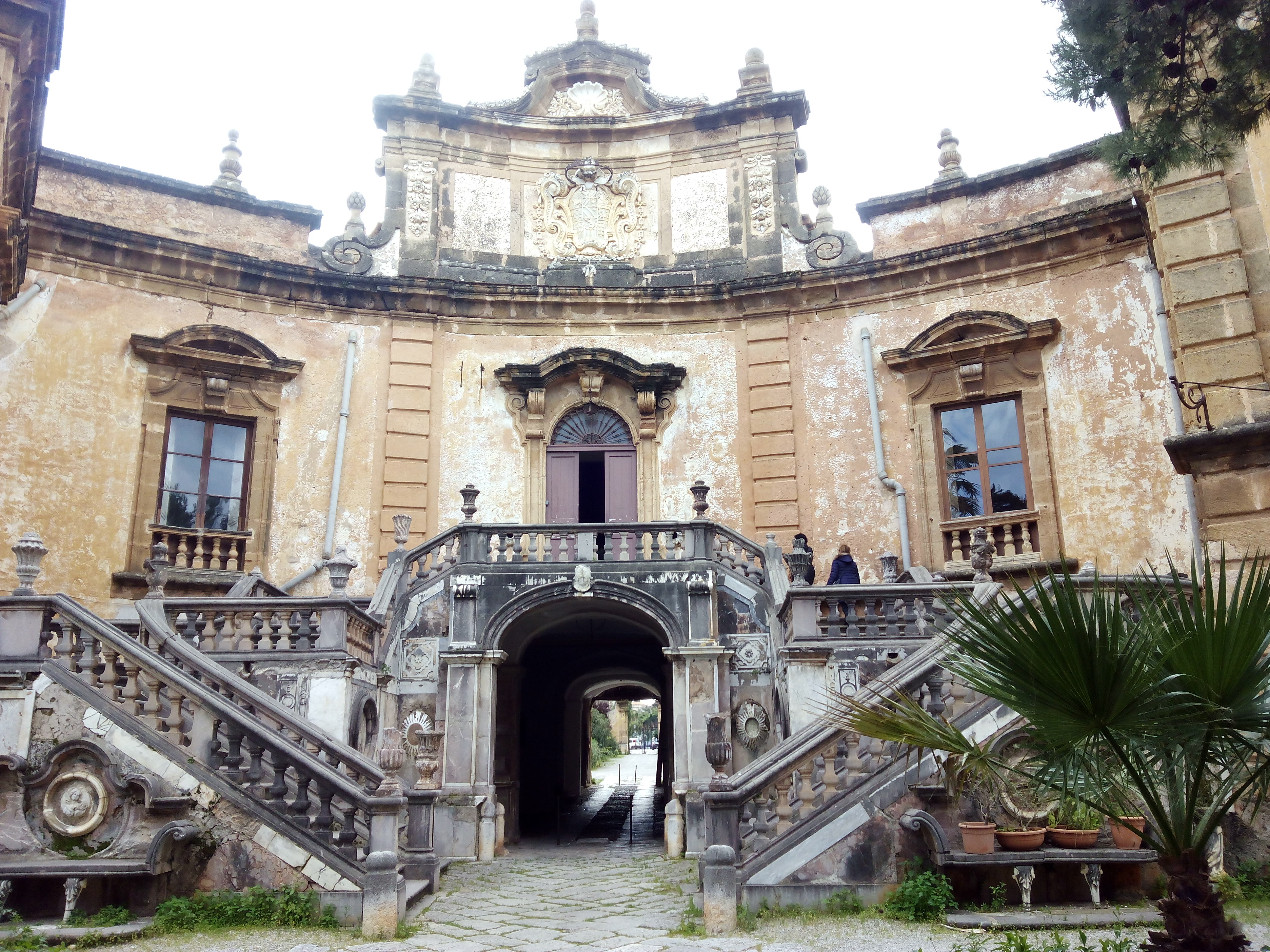
Villa Palagonia einer der Drehorte

Gegen Ende des Films treffen sie in einem Hotel in Taormina ein, wo gerade ein rauschendes Fest stattfindet. Im Zuge dessen lässt sich Sandro mit einem Starlet ein, das er auf seiner Suche schon einmal getroffen hat. Claudia entdeckt die beiden und verlässt aufgelöst das Hotel. Sandro folgt ihr und bricht bei ihrem Anblick in Tränen aus. So endet der Film, ohne dass Anna wieder aufgetaucht ist.

## Hintergrund
Die Herstellung von Die mit der Liebe spielen war von vielerlei Problemen begleitet. Während der Dreharbeiten auf Lisca Bianca ging die Produktionsgesellschaft pleite. Daher mussten zunächst weitere Gelder aufgetrieben werden, um die bereits murrende Crew zu bezahlen. Schließlich sprang eine neue, französische Produktionsgesellschaft ein, nachdem Der Schrei mit guten Einspielergebnissen in Frankreich angelaufen war. Wegen schlechten Wetters und Problemen mit der Jacht, auf der die Anfangssequenz des Films spielt, verzögerten sich die Aufnahmen bis in den November, als das Wasser bereits empfindlich kalt war. Lea Massari erkrankte vorübergehend schwer. Durch das schlechte Wetter konnte zudem das Versorgungsboot nicht an der Insel anlegen, weshalb das Filmteam oft bei wenig Verpflegung und dürftiger Kleidung in einer Hütte und in Zelten auf der Insel übernachten musste.
Die mit der Liebe spielen lief ab dem 7. Februar 1961 in einer um rund 40 Minuten gekürzten Fassung in den Kinos der BRD. Bei der Erstausstrahlung in der ARD wurde der Film dann ungekürzt gezeigt. Hierfür entstanden zwei verschiedene Synchronfassungen.

## Zitat
„Ich messe der Tonspur eine enorme Bedeutung zu, und ich versuche immer, größte Sorgfalt darauf zu verwenden. Und wenn ich von der Tonspur spreche, spiele ich auf natürliche Töne an, Geräusche, mehr als Musik. Für L’AVVENTURA habe ich eine große Menge von Geräuscheffekten aufnehmen lassen. Für mich ist das die wahre Musik, die zu den Bildern paßt.“

## Rezeption
Der US-amerikanische Aggregator Rotten Tomatoes erfasst 94 % wohlwollende Pressekritiken und klassifiziert den Film damit als „Zertifiziert Frisch“.

„Trotz kolportagehafter Handlung ein ernsthafter, in Spiel und Darstellung hervorragender Film, der Antonionis tiefen Pessimismus spiegelt.“

Des Weiteren wurde der Film bei den folgenden Auszeichnungen berücksichtigt:
- 1960: Sonderpreis der Jury und Prix des Écrivains de Cinéma et de Télévision bei den Internationalen Filmfestspielen von Cannes
- 1960: Sutherland Trophy des British Film Institute für den besten ausländischen Film
- 1961: Étoile de Cristal für den besten ausländischen Film und die beste ausländische Darstellerin (Monica Vitti)